# Wohn- und Wirtschaftsgebäude Brinkstraße 4
Das Wohn- und Wirtschaftsgebäude Brinkstraße 4 in der niedersächsischen Stadt Visselhövede, Ortsteil Schwitschen, wurde in der zweiten Hälfte des 18. Jahrhunderts gebaut. Aktuell (2025) wird es zum Wohnen und gewerblich genutzt.
Das Gebäude steht unter Denkmalschutz (siehe auch Liste der Baudenkmale in Visselhövede).

## Geschichte und Beschreibung
Visselhövede wurde 1258 erstmals erwähnt und Schwitschens Ersterwähnung ist nicht bekannt. Beide Orte gehören zum heutigen Landkreis Rotenburg (Wümme). Schwitschen liegt 3 km nördlich vom Kernort Visselhövede.
Das eingeschossige giebelständige Wohn- und Wirtschaftsgebäude als Zweiständer-Hallenhaus auf Steinsockel (zum Teil verbohlt), in Fachwerk mit Steinausfachungen, ziegeldecktem Krüppelwalmdach, Uhlenloch, Ladeluke und Grooter Door mit Korbbogen, wurde 1816 (Inschrift) gebaut.
Das Landesdenkmalamt befand u. a.: „… ein regionstypisches Hallenhaus der ersten Hälfte des 19. Jahrhunderts in Zweiständerkonstruktion ….“